# 歐羅巴合眾國
欧罗巴合众国（英語：United States of Europe）是指由传统欧洲国家联合形成一个新的统一主权国家。这个国家的政治结构与美利坚合众国相似，即：成立新的联邦政府，并由联合的各国家（State）让渡部分权力给联邦政府，这些必须让渡的权力至少包括下列几种：行政权（国防、外交、海关、国籍、货币发行）、最高司法权、部分立法权（关于协调各联合国家之间的事务）。

## 历史
历史上，国家的建立无不与战争有直接或是间接的关系，无论是欧洲、美洲、亚洲。
在欧洲历史上，法國拿破仑可以被认为是将“欧罗巴合众国”付诸实践第一人，其在欧洲的多次征讨战争基本上是为了统一欧洲各国，消滅各國的封建王朝，破壞封建制度，从而结束欧洲列国的政治家之间由于一己私利而将整个民族引入战争的灾难。但是由于法国在经济、军事、地理终究是有限的，而战争最终又是国家之间综合国力的较量，拿破仑的军事强势终究是被欧洲各国组成的反法同盟所产生的巨大的联合国力给击败，因而欧洲失去了一次组成“欧罗巴合众国”的机会。
至于德國希特勒的“欧洲新秩序”因带有种族灭绝及侵略战争的性质，难以被欧罗巴人认同为“欧罗巴合众国”。此后，因为战争合并国家已经被国际法定性为非法，因而再没有建立“欧罗巴合众国”的战争发生。
欧洲联盟（European Union）不是欧罗巴合众国，因其从性质上不是一个国家，从国际法上看，它只是一个欧洲国家间的政治及經濟组织，但歐盟委員会仍有一定權力制約各國政府推行的政策，並與北約有密切關係。
目前欧罗巴合众国只是一个概念，世界上并不存在这个国家。

### 德国观点
德国社会民主党代表大会于2017年12月7日至9日在柏林举行。社民党主席、前欧洲议会议长舒尔茨在党代会上提出要在2025年前制订共同的欧洲宪法性文件，并据此成立“欧罗巴合众国”。他说，这一宪法性文件将交由欧盟成员国批准，任何不批准的成员国将自动离开欧盟。分析人士认为，舒尔茨发出这一惊人之语，目的是想向选民解释自己对待联合组阁的态度为何突然转变，同时也表明社民党的政纲有别于默克尔领导的联盟党，凸显社民党长期以来被遮蔽的形象。但这样的“政治大话”实现的可能性极为渺茫。舒尔茨表示，“欧洲是我们的生存保障”，组建“欧罗巴合众国”是欧洲在竞争中唯一能够同地球上其他地区相抗衡的机会。他说，如果不对欧盟进行切实和具体的强化，那么极端民族主义就会占上风。他同时表示，一个联邦制的“欧罗巴合众国”不是对当前民族国家的威胁，而是补充。据报道，社民党最早于1925年提出仿照美国模式在欧洲成立统一国家，但是舒尔茨的表态是该党首次对这一目标提出具体时间安排，意在该党首次提出这一目标100年时将其实现。　　